# Lech Leciejewicz
Lech Tadeusz Leciejewicz (ur. 26 stycznia 1931 w Poznaniu, zm. 23 marca 2011 w Sopocie) – polski archeolog i mediewista, profesor nauk humanistycznych.

## Życiorys
Z racji pracy ojca, oficera artylerii, w dzieciństwie często zmieniał miejsce zamieszkania (Biała Podlaska, Katowice). Po kampanii wrześniowej ojciec trafił do oflagu, a reszta rodziny znalazła się u dziadków Lecha w Milanówku. Tam też zdał małą maturę w 1947 oraz maturę w Brwinowie w 1949. Studiował na Uniwersytecie Poznańskim w latach 1949–1953. Pracę magisterską napisał pod kierunkiem Witolda Hensla. Także pod jego kierunkiem napisał i w 1958 obronił dysertację kandydacką (doktorską) na temat początków słowiańskich miast Pomorza Zachodniego. W 1967 habilitował się na podstawie rozprawy poświęconej miastom Słowian połabskich. Od 1973 profesor nadzwyczajny, a od 1979 zwyczajny.
W latach 1951–1954 był pracownikiem Katedry Archeologii Uniwersytetu w Poznaniu. Od 1954 do przejścia na emeryturę pracował w Instytucie Historii Kultury Materialnej Polskiej Akademii Nauk (po zmianie nazwy – Instytucie Archeologii i Etnologii PAN). W latach 1973–2001 wykładał na Uniwersytecie Wrocławskim. Był członkiem krajowym czynnym Polskiej Akademii Umiejętności, członkiem Komitetu Nauk Pra- i Protohistorycznych PAN oraz Polskiego Towarzystwa Archeologicznego (w tym prezesem warszawskiego oddziału w latach 1968–1971).
Prowadził badania wykopaliskowe nad starożytną i średniowieczną kulturą Polski, Słowiańszczyzny i Europy. W Polsce kierował m.in. wykopaliskami w Młodzikowie, Poznaniu i Ujściu na terenie Wielkopolski oraz w Kołobrzegu na Pomorzu (z tej racji w 2012 imię Lecha Leciejewicza nadano jednemu z tamtejszych parków). Ponadto prowadził wykopaliska we Włoszech, Francji, Hiszpanii.
Wyróżniony Nagrodą Fundacji na rzecz Nauki Polskiej (2002) oraz Medalem Lux et Laus Stałego Komitetu Mediewistów Polskich (2009). Odznaczony m.in. Złotym Krzyżem Zasługi i Krzyżem Oficerskim Orderu Odrodzenia Polski (2002).
Syn oficera Wojska Polskiego Tadeusza Leciejewicza i Ludwiki (Luise) z domu Ernst. Jego żoną była archeolożka Anna Kulczycka-Leciejewicz.
Pochowany w grobowcu rodzinnym w Milanówku.

## Wybrane publikacje książkowe
- Ujście we wczesnym średniowieczu, Wrocław 1961
- Początki nadmorskich miast na Pomorzu Zachodnim, Wrocław 1962
- Szczecin we wczesnym średniowieczu. Wzgórze Zamkowe, Wrocław 1983 (współred. i współautor)
- Od plemienia do państwa. Śląsk na tle wczesnośredniowiecznej Słowiańszczyzny Zachodniej, Wrocław 1991 (red. i współautor)
- Salsa Cholbergiensis. Kołobrzeg w średniowieczu, Kołobrzeg 2000 (współred. i współautor)
- Miasta Słowian północnopołabskich, Wrocław 1968
- Mały słownik kultury dawnych Słowian, Warszawa 1972, 1988, 1990 (red. i współautor)
- Słowiańszczyzna zachodnia, Wrocław 1976
- Hońtvjerjo, zběrarjo, burja, rjemjeslnicy. Dawne stawizny Łužicy hač do 11. lětstotka, Budyšin 1982, wersja niemiecka: Jäger, Sammler, Bauer, Handwerker. Frühe Geschichte der Lausitz bis zum 11. Jahrhundert, Bautzen 1982, 1985
- Słowianie zachodni. Z dziejów tworzenia się średniowiecznej Europy, Wrocław 1989, Wodzisław Śląski 2010
- Gli Slavi occidentali. Le origini delle società e delle culture feudali, Spoleto 1991
- Forschungen zu Mensch und Umwelt im Odergebiet in ur- und frühgeschichtlicher  Zeit, Mainz am Rhein 2002 (współred. i współautor)
- Nowa postać świata. Narodziny średniowiecznej cywilizacji europejskiej, Wrocław 2000
- Opera selecta. Z dziejów kultury średniowiecznej Polski i Europy, Wrocław 2006